# روبان نارنجی
روبان نارنجی کاربردهای نمادین گسترده‌ای دارد. رایج‌ترین آن نماد «آگاهی در مورد صدمه به خود» است.